# Батра, Маника
Маника Батра (хинди मनिका बत्रा; род. 15 июня 1995, Дели) — индийская спортсменка, игрок в настольный теннис. По состоянию на июль 2021 года она занимает первое место в рейтинге теннисисток в Индии и 62-е в мире. В 2020 году она была удостоена награды Раджив Ганди Кхел Ратна.

## Ранние годы
Батра родилась 15 июня 1995 года и была младшей из троих детей в семье. Она родом из Нарайна Вихар (Дели), начала играть в настольный теннис в возрасте четырёх лет. Её старшая сестра Анчал и старший брат Сахил также играли в настольный теннис, причём Анчал оказал на неё влияние в начале игровой карьеры Маники. После первых успехов в возрасте 8 лет Батра решила тренироваться под руководством тренера Сандипа Гупты, который предложил ей перейти в школу Ханса Раджа.
Когда Батре было 16 лет, она отказалась от стипендии для обучения в Академии Питера Карлссона в Швеции. Она проучилась в колледже Иисуса и Марии в Нью-Дели в течение года, прежде чем бросить учёбу, чтобы сосредоточиться на настольном теннисе.

## Карьера

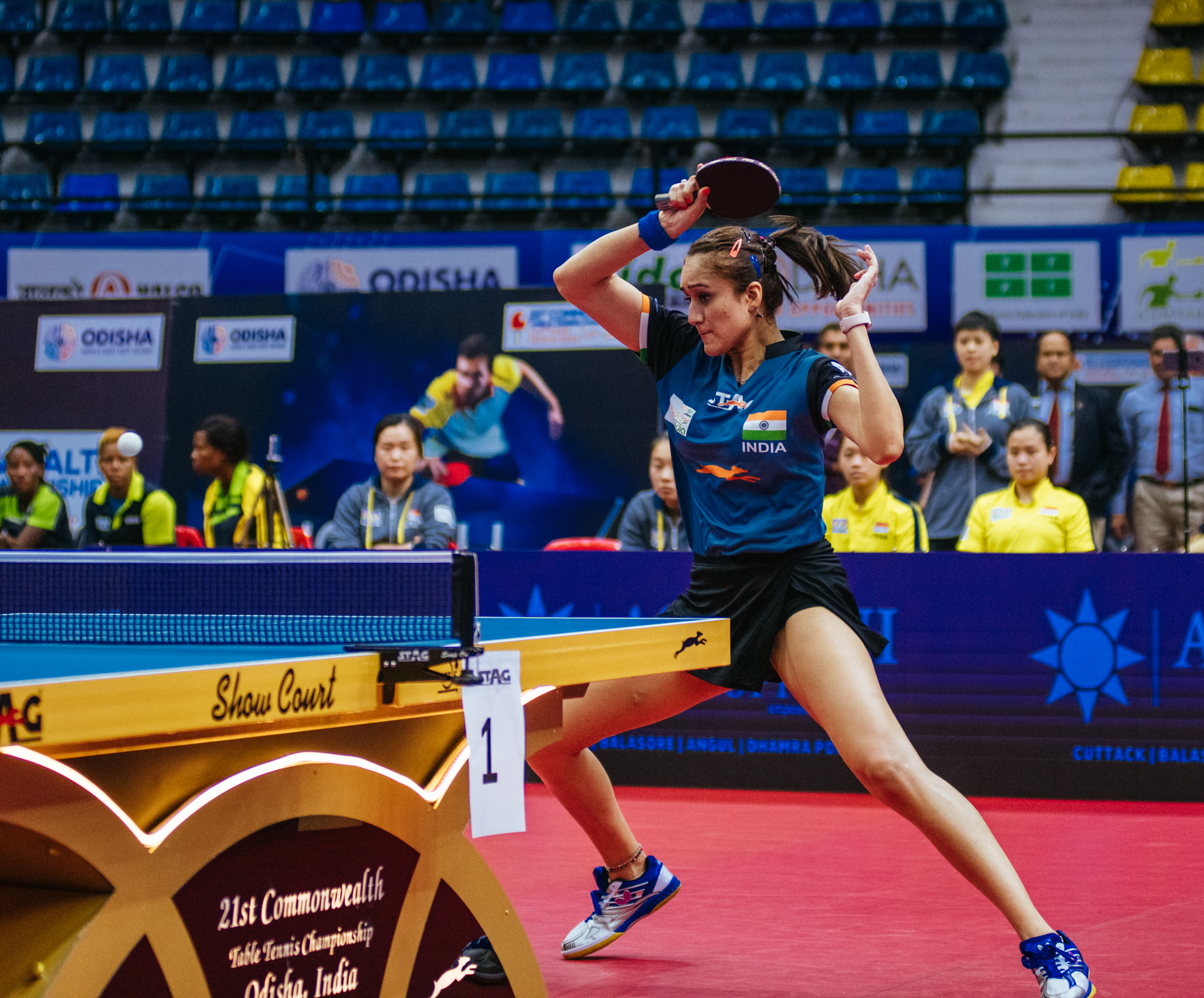
Маника Батра на чемпионате Содружества 2019 года, Одиша, Индия

В 2011 году Батра завоевала серебряную медаль на турнире Chile Open в категории до 21 года. Она представляла Индию на Играх Содружества 2014 года в Глазго, где достигла четвертьфинала. Приняла участие на Азиатских играх 2014 года. Она завоевала три медали на чемпионате Содружества 2015 года: серебро в командном первенстве среди женщин (с Анкитой Дас и Моумой Дас), парном разряде (с Анкитой Дас) и бронзу в женском одиночном разряде.
Батра выиграла три золотые медали на Южноазиатских играх 2016 года в женском парном разряде (с Пуджей Сахасрабудхе), в смешанном парном разряде (с Энтони Амальраджем) и женском командном зачёте (с Моумой Дас и Шамини Кумаресан). Батра также дошла до финала, где проиграла Моуме Дас. Она прошла квалификацию в женском одиночном разряде на летние Олимпийские игры 2016 года, выиграв отбор от Южной Азии на квалификационном турнире в апреле 2016 года. Однако на Олимпийских играх 2016 года она проиграла Катажине Гжибовской из Польши в первом раунде женского индивидуального первенства.
Батра привела женскую сборную Индии к золотой медали в финале против четырёхкратных золотых медалистов и действующих чемпионов Сингапура на Играх Содружества 2018 в Голд-Косте. Батра победила четвёртый номер мирового рейтинга Фэн Тяньвэй, а также Чжоу Ихань в финальном командном матче, который завершился со счётом 3:1.
Батра и Моума Дас выиграли серебряную медаль в женском парном разряде на Играх Содружества 2018, проиграв действующим чемпионам Фэн Тяньвэй и Юй Мэнъюй из Сингапура в схватке за золотые медали. тем не менее в одиночных соревнованиях Батра победила Юй Мэнъюй и стала первой индийской женщиной, завоевавшей индивидуальную золотую медаль Игр Содружества по настольному теннису.
На летних Олимпийских играх 2020 года Батра вышла в третий круг женских одиночных соревнований. Это достижение стало первым для индийских спортсменок на Олимпийских играх в одиночном разряде.
В сентябре 2021 года Батра обвинила национального тренера Индии Сумядипа Роя в том, что тот заставлял проиграть матч в олимпийской квалификации в марте своему ученику.

## Стиль игры
Маника Батра правша, держит ракетку европейским хватом и играет в необычном «обманчивом» стиле. В возрасте 8 лет её тогдашний тренер предложил ей использовать для игры длинные шипы, и она играет ими до сих пор. Маника Батра использует длинные шипы без губки («OX»), что необычно для высокого уровня игры и часто смущает оппонентов, требуя от них привыкания к её стилю.